# Richarda Schmeisser
Richarda Schmeisser född den 20 augusti 1954 i Zeitz, Tyskland, är en östtysk gymnast.
Hon tog OS-silver i lagmångkampen i samband med de olympiska gymnastiktävlingarna 1972 i München.